# Portugal i Eurovision Song Contest
Portugal deltog første gang i Eurovision Song Contest 1964 og har siden deltaget alle år bortset fra 1970, 2000, 2002, 2013 og 2016.
Deres bedste placering var i 2017, hvor landet for første gang vandt, med sangen "Amar Pelos Dois" sunget af Salvador Sobral. Portugal var, inden sejren i 2017, det land, der havde ventet længst tid på en sejr. Det skete først i deres 49. år.
Portugal har tradition for at synge på deres eget sprog. Kun med enkelte undtagelser, fx i 2021, blev der sunget udelukkende på engelsk.

## Repræsentanter
Nøgle
     Vinder
     Anden plads
     Tredje plads
     Sidste plads
     Deltager valgt, men konkurrerede ikke
| År                 | Kunstner           | Sang                                    | Sprog                                | Oversættelse                        | Finale             | Point              | Semi                        | Point                       |
| ------------------ | ------------------ | --------------------------------------- | ------------------------------------ | ----------------------------------- | ------------------ | ------------------ | --------------------------- | --------------------------- |
| 1964               | António Calvário   | "Oração"                                | Portugisisk                          | Bøn                                 | 13                 | 0                  | Ingen semifinaler           | Ingen semifinaler           |
| 1965               | Simone de Oliveira | "Sol de inverno"                        | Portugisisk                          | Vintersol                           | 13                 | 1                  | Ingen semifinaler           | Ingen semifinaler           |
| 1966               | Madalena Iglesias  | "Ele e ela"                             | Portugisisk                          | Han og hun                          | 13                 | 6                  | Ingen semifinaler           | Ingen semifinaler           |
| 1967               | Eduardo Nascimento | "O vento mudou"                         | Portugisisk                          | Vinden skifter                      | 12                 | 3                  | Ingen semifinaler           | Ingen semifinaler           |
| 1968               | Carlos Mendes      | "Verão"                                 | Portugisisk                          | Sommer                              | 11                 | 5                  | Ingen semifinaler           | Ingen semifinaler           |
| 1969               | Simone de Oliveira | "Desfolhada portuguesa"                 | Portugisisk                          | Bladløse portugiser                 | 15                 | 4                  | Ingen semifinaler           | Ingen semifinaler           |
| Deltog ikke i 1970 |                    |                                         |                                      |                                     |                    |                    |                             |                             |
| 1971               | Tonicha            | "Menina do alto da serra"               | Portugisisk                          | En bjerghøj pige                    | 9                  | 83                 | Ingen semifinaler           | Ingen semifinaler           |
| 1972               | Carlos Mendes      | "A festa da vida"                       | Portugisisk                          | Livets fest                         | 7                  | 90                 | Ingen semifinaler           | Ingen semifinaler           |
| 1973               | Fernando Tordo     | "Tourada"                               | Portugisisk                          | Tyrefægtning                        | 10                 | 80                 | Ingen semifinaler           | Ingen semifinaler           |
| 1974               | Paulo de Carvalho  | "E depois do adeus"                     | Portugisisk                          | Efter afskeden                      | 14                 | 3                  | Ingen semifinaler           | Ingen semifinaler           |
| 1975               | Duarte Mendes      | "Madrugada"                             | Portugisisk                          | Daggry                              | 16                 | 16                 | Ingen semifinaler           | Ingen semifinaler           |
| 1976               | Carlos do Carmo    | "Uma flor de verde pinho"               | Portugisisk                          | Et grønt fyrtræs blomster           | 12                 | 24                 | Ingen semifinaler           | Ingen semifinaler           |
| 1977               | Os Amigos          | "Portugal no coração"                   | Portugisisk                          | Portugal i hjertet                  | 14                 | 18                 | Ingen semifinaler           | Ingen semifinaler           |
| 1978               | Gemini             | "Dai li dou"                            | Portugisisk                          | Da-di-dum                           | 17                 | 5                  | Ingen semifinaler           | Ingen semifinaler           |
| 1979               | Manuela Bravo      | "Sobe, sobe, balão sobe"                | Portugisisk                          | Op, op, ballon op                   | 9                  | 64                 | Ingen semifinaler           | Ingen semifinaler           |
| 1980               | José Cid           | "Um grande, grande amor"                | Portugisisk                          | En stor, stor kærlighed             | 7                  | 71                 | Ingen semifinaler           | Ingen semifinaler           |
| 1981               | Carlos Paião       | "Playback"                              | Portugisisk                          | Afspilning                          | 18                 | 9                  | Ingen semifinaler           | Ingen semifinaler           |
| 1982               | Doce               | "Bem bom"                               | Portugisisk                          | Godt, godt                          | 13                 | 32                 | Ingen semifinaler           | Ingen semifinaler           |
| 1983               | Armando Gama       | "Esta balada que te dou"                | Portugisisk                          | Denne ballade giver jeg dig         | 13                 | 33                 | Ingen semifinaler           | Ingen semifinaler           |
| 1984               | Maria Guinot       | "Silêncio e tanta gente"                | Portugisisk                          | Stilhed og så mange mennesker       | 11                 | 38                 | Ingen semifinaler           | Ingen semifinaler           |
| 1985               | Adelaide Ferreira  | "Penso em ti, eu sei"                   | Portugisisk                          | Jeg tænker på dig, jeg kender       | 18                 | 9                  | Ingen semifinaler           | Ingen semifinaler           |
| 1986               | Dora               | "Não sejas mau para mim"                | Portugisisk                          | Må ikke være ond mod mig            | 14                 | 28                 | Ingen semifinaler           | Ingen semifinaler           |
| 1987               | Nevada             | "Neste barco à vela"                    | Portugisisk                          | Denne sejlbåd                       | 18                 | 15                 | Ingen semifinaler           | Ingen semifinaler           |
| 1988               | Dora               | "Voltarei"                              | Portugisisk                          | Tilbagevenden                       | 18                 | 5                  | Ingen semifinaler           | Ingen semifinaler           |
| 1989               | Da Vinci           | "Conquistador"                          | Portugisisk                          | Erobrer                             | 16                 | 39                 | Ingen semifinaler           | Ingen semifinaler           |
| 1990               | Nucha              | "Há sempre alguém"                      | Portugisisk                          | Der er altid nogen                  | 20                 | 9                  | Ingen semifinaler           | Ingen semifinaler           |
| 1991               | Dulce Pontes       | "Lusitana paixão"                       | Portugisisk                          | Lusitansk lidenskab                 | 8                  | 62                 | Ingen semifinaler           | Ingen semifinaler           |
| 1992               | Dina               | "Amor d'água fresca"                    | Portugisisk                          | Kærlighed for ferskvand             | 17                 | 26                 | Ingen semifinaler           | Ingen semifinaler           |
| 1993               | Anabela            | "A cidade (até ser dia)"                | Portugisisk                          | Byen (indtil i dag)                 | 10                 | 60                 | Kvalifikacija za Millstreet | Kvalifikacija za Millstreet |
| 1994               | Sara Tavares       | "Chamar a música"                       | Portugisisk                          | Ring til musikken                   | 8                  | 73                 | Ingen semifinaler           | Ingen semifinaler           |
| 1995               | Tó Cruz            | "Baunilha e chocolate"                  | Portugisisk                          | Vanilje og chokolade                | 21                 | 5                  | Ingen semifinaler           | Ingen semifinaler           |
| 1996               | Lúcia Moniz        | "O meu coração não tem cor"             | Portugisisk                          | Mit hjerte har ingen farver         | 6                  | 92                 | 18                          | 32                          |
| 1997               | Célia Lawson       | "Antes do adeus"                        | Portugisisk                          | Før afskeden                        | 24                 | 0                  | Ingen semifinaler           | Ingen semifinaler           |
| 1998               | Alma Lusa          | "Se eu te pudesse abraçar"              | Portugisisk                          | Hvis jeg kunne holde                | 12                 | 36                 | Ingen semifinaler           | Ingen semifinaler           |
| 1999               | Rui Bandeira       | "Como tudo começou"                     | Portugisisk                          | Hvordan det hele begyndte           | 21                 | 12                 | Ingen semifinaler           | Ingen semifinaler           |
| Deltog ikke i 2000 |                    |                                         |                                      |                                     |                    |                    |                             |                             |
| 2001               | MTM                | "Só sei ser feliz assim"                | Portugisisk                          | Jeg kan kun være glad               | 17                 | 18                 | Ingen semifinaler           | Ingen semifinaler           |
| Deltog ikke i 2002 |                    |                                         |                                      |                                     |                    |                    |                             |                             |
| 2003               | Rita Guerra        | "Deixa-me sonhar (só mais uma vez)"     | Portugisisk, engelsk                 | Lad mig drømme (endnu en gang)      | 22                 | 13                 | Ingen semifinaler           | Ingen semifinaler           |
| 2004               | Sofia Vitória      | "Foi magia"                             | Portugisisk                          | Det var magisk                      | Ikke kvalificeret  | Ikke kvalificeret  | 15                          | 38                          |
| 2005               | 2B                 | "Amar"                                  | Portugisisk, engelsk                 | Elsker                              | Ikke kvalificeret  | Ikke kvalificeret  | 17                          | 51                          |
| 2006               | Nonstop            | "Coisas de nada (Gonna Make You Dance)" | Portugisisk, engelsk                 | Ingenting (Vil få dig til at danse) | Ikke kvalificeret  | Ikke kvalificeret  | 19                          | 26                          |
| 2007               | Sabrina            | "Dança comigo (Vem ser feliz)"          | Portugisisk, engelsk, fransk, spansk | Dans med mig (Kom, vær glad)        | Ikke kvalificeret  | Ikke kvalificeret  | 11                          | 88                          |
| 2008               | Vânia Fernandes    | "Senhora do mar (Negras águas)"         | Portugisisk                          | Havfrue (Sort vand)                 | 13                 | 69                 | 2                           | 120                         |
| 2009               | Flor-de-Lis        | "Todas as ruas do amor"                 | Portugisisk                          | Alle kærlighedens gader             | 15                 | 57                 | 8                           | 70                          |
| 2010               | Filipa Azevedo     | "Há dias assim"                         | Portugisisk                          | Der er dage som denne               | 18                 | 43                 | 4                           | 89                          |
| 2011               | Homens da Luta     | "A luta é alegria"                      | Portugisisk                          | Kampen er glæde                     | Ikke kvalificeret  | Ikke kvalificeret  | 18                          | 22                          |
| 2012               | Filipa Sousa       | "Vida minha"                            | Portugisisk                          | Mit liv                             | Ikke kvalificeret  | Ikke kvalificeret  | 13                          | 39                          |
| Deltog ikke i 2013 |                    |                                         |                                      |                                     |                    |                    |                             |                             |
| 2014               | Suzy               | "Quero ser tua"                         | Portugisisk                          | Jeg ønsker at være din              | Ikke kvalificeret  | Ikke kvalificeret  | 11                          | 39                          |
| 2015               | Leonor Andrade     | "Há um mar que nos separa"              | Portugisisk                          | Der er et hav, der adskiller os     | Ikke kvalificeret  | Ikke kvalificeret  | 14                          | 19                          |
| Deltog ikke i 2016 |                    |                                         |                                      |                                     |                    |                    |                             |                             |
| 2017               | Salvador Sobral    | "Amar pelos dois"                       | Portugisisk                          | Kærligheden ved to                  | 1                  | 758                | 1                           | 370                         |
| 2018               | Claudia Pascoal    | ''O jardim''                            | Portugisisk                          | Haven                               | 26                 | 39                 | Værtsland                   | Værtsland                   |
| 2019               | Conan Osíris       | "Telemóveis"                            | Portugisisk                          | Mobiltelefoner                      | Ikke kvalificeret  | Ikke kvalificeret  | 15                          | 51                          |
| 2020               | Elisa              | "Medo de sentir"                        | Portugisisk                          | Frygt for at føle                   | Konkurrence aflyst | Konkurrence aflyst | Konkurrence aflyst          | Konkurrence aflyst          |
| 2021               | The Black Mamba    | "Love is on My Side"                    | Engelsk                              | Kærligheden er på min side          | 12                 | 153                | 4                           | 239                         |
| 2022               | Maro               | "Saudade, saudade"                      | Portugisisk                          | Længsel, længsel                    | 9                  | 207                | 4                           | 208                         |
| 2023               | Mimicat            | "Ai coração"                            | Portugisisk                          | Åh hjerte                           | 23                 | 59                 | 9                           | 74                          |
| 2024               | Iolanda            | "Grito"                                 | Portugisisk                          | Råbe                                | 10                 | 152                | 8                           | 58                          |
| 2025               | NAPA               | "Deslocado"                             | Portugisisk                          | Fordrevet                           | 21                 | 50                 | 9                           | 56                          |

## Pointstatistik (1964-2025)

### Flest point til og fra - top 5
NB: Kun point givet i finalerne er talt med.
| Portugal har givet flest point til | Portugal har givet flest point til | Portugal har givet flest point til |
| Placering                          | Land                               | Point                              |
| ---------------------------------- | ---------------------------------- | ---------------------------------- |
| 1                                  | Italien                            | 266                                |
| 2                                  | Spanien                            | 265                                |
| 3                                  | Storbritannien                     | 198                                |
| 4                                  | Tyskland                           | 187                                |
| 5                                  | Frankrig                           | 177                                |

| Portugal har modtaget flest point fra | Portugal har modtaget flest point fra | Portugal har modtaget flest point fra |
| Placering                             | Land                                  | Point                                 |
| ------------------------------------- | ------------------------------------- | ------------------------------------- |
| 1                                     | Frankrig                              | 243                                   |
| 2                                     | Spanien                               | 201                                   |
| 3                                     | Schweiz                               | 167                                   |
| 4                                     | Holland                               | 127                                   |
| 5                                     | Island                                | 87                                    |
| =                                     | Luxembourg                            | 87                                    |

### 12 point til og fra
NB: Kun 12 point givet i finalerne er talt med.
| Portugal har modtaget 12 point fra | Portugal har modtaget 12 point fra | Portugal har modtaget 12 point fra                                                                      |
| År                                 | Jury | Televoting                                                                                              |
| ---------------------------------- | --- | --- |
| 1975                               | Tyrkiet | Ingen separat televoting                                                                                |
| 1976                               | Frankrig | Ingen separat televoting                                                                                |
| 1993                               | Holland, Spanien | Ingen separat televoting                                                                                |
| 1994                               | Spanien | Ingen separat televoting                                                                                |
| 1996                               | Cypern, Norge | Ingen separat televoting                                                                                |
| 1999                               | Frankrig | Ingen separat televoting                                                                                |
| 2001                               | Frankrig | Ingen separat televoting                                                                                |
| 2017                               | Armenien, Frankrig, Georgien, Holland, Island, Israel, Letland, Litauen, Polen, San Marino, Schweiz, Serbien, Slovenien, Spanien, Storbritannien, Sverige, Tjekkiet, Ungarn | Belgien, Finland, Frankrig, Holland, Island, Israel, Litauen, Norge, Schweiz, Spanien, Tyskland, Østrig |
| 2021                               | Tjekkiet | Modtog ikke 12 point                                                                                    |
| 2024                               | Frankrig, Kroatien, Storbritannien | Modtog ikke 12 point                                                                                    |

| Portugal har givet 12 point til | Portugal har givet 12 point til | Portugal har givet 12 point til |
| År                              | Jury                            | Televoting                      |
| ------------------------------- | ------------------------------- | ------------------------------- |
| 1975                            | Frankrig                        | Ingen separat televoting        |
| 1976                            | Storbritannien                  | Ingen separat televoting        |
| 1977                            | Storbritannien                  | Ingen separat televoting        |
| 1978                            | Luxembourg                      | Ingen separat televoting        |
| 1979                            | Israel                          | Ingen separat televoting        |
| 1980                            | Italien                         | Ingen separat televoting        |
| 1981                            | Tyskland                        | Ingen separat televoting        |
| 1982                            | Tyskland                        | Ingen separat televoting        |
| 1983                            | Luxembourg                      | Ingen separat televoting        |
| 1984                            | Spanien                         | Ingen separat televoting        |
| 1985                            | Italien                         | Ingen separat televoting        |
| 1986                            | Belgien                         | Ingen separat televoting        |
| 1987                            | Italien                         | Ingen separat televoting        |
| 1988                            | Schweiz                         | Ingen separat televoting        |
| 1989                            | Storbritannien                  | Ingen separat televoting        |
| 1990                            | Island                          | Ingen separat televoting        |
| 1991                            | Italien                         | Ingen separat televoting        |
| 1992                            | Malta                           | Ingen separat televoting        |
| 1993                            | Frankrig                        | Ingen separat televoting        |
| 1994                            | Irland                          | Ingen separat televoting        |
| 1995                            | Norge                           | Ingen separat televoting        |
| 1996                            | Storbritannien                  | Ingen separat televoting        |
| 1997                            | Italien                         | Ingen separat televoting        |
| 1998                            | Israel                          | Ingen separat televoting        |
| 1999                            | Tyskland                        | Ingen separat televoting        |
| 2001                            | Frankrig                        | Ingen separat televoting        |
| 2003                            | Spanien                         | Ingen separat televoting        |
| 2004                            | Spanien                         | Ingen separat televoting        |
| 2005                            | Rumænien                        | Ingen separat televoting        |
| 2006                            | Ukraine                         | Ingen separat televoting        |
| 2007                            | Ukraine                         | Ingen separat televoting        |
| 2008                            | Ukraine                         | Ingen separat televoting        |
| 2009                            | Moldova                         | Ingen separat televoting        |
| 2010                            | Spanien                         | Ingen separat televoting        |
| 2011                            | Spanien                         | Ingen separat televoting        |
| 2012                            | Spanien                         | Ingen separat televoting        |
| 2014                            | Østrig                          | Ingen separat televoting        |
| 2015                            | Italien                         | Ingen separat televoting        |
| 2017                            | Aserbajdsjan                    | Moldova                         |
| 2018                            | Estland                         | Spanien                         |
| 2019                            | Holland                         | Spanien                         |
| 2021                            | Bulgarien                       | Frankrig                        |
| 2022                            | Spanien                         | Ukraine                         |
| 2023                            | Australien                      | Ukraine                         |
| 2024                            | Schweiz                         | Israel                          |
| 2025                            | Italien                         | Israel                          |

### Flest point til og fra - alle lande
NB: Kun point givet i finalerne er talt med.
| Portugal har givet point til | Portugal har givet point til | Portugal har givet point til |
| Placering                    | Land                         | Point                        |
| ---------------------------- | ---------------------------- | ---------------------------- |
| 1                            | Italien                      | 266                          |
| 2                            | Spanien                      | 265                          |
| 3                            | Storbritannien               | 198                          |
| 4                            | Tyskland                     | 187                          |
| 5                            | Frankrig                     | 177                          |
| 6                            | Sverige                      | 167                          |
| 7                            | Israel                       | 158                          |
| 8                            | Ukraine                      | 152                          |
| 9                            | Schweiz                      | 147                          |
| 10                           | Irland                       | 146                          |
| 11                           | Belgien                      | 134                          |
| 12                           | Holland                      | 124                          |
| 13                           | Norge                        | 108                          |
| 14                           | Moldova                      | 100                          |
| 15                           | Luxembourg                   | 97                           |
| =                            | Østrig                       | 97                           |
| 17                           | Island                       | 78                           |
| 18                           | Grækenland                   | 77                           |
| 19                           | Rusland                      | 66                           |
| 20                           | Rumænien                     | 65                           |
| 21                           | Danmark                      | 64                           |
| 22                           | Finland                      | 48                           |
| 23                           | Estland                      | 47                           |
| 24                           | Cypern                       | 41                           |
| =                            | Malta                        | 41                           |
| 26                           | Kroatien                     | 40                           |
| 27                           | Bulgarien                    | 33                           |
| 28                           | Monaco                       | 31                           |
| 29                           | Jugoslavien                  | 30                           |
| 30                           | Aserbajdsjan                 | 28                           |
| =                            | Australien                   | 28                           |
| 32                           | Letland                      | 23                           |
| =                            | Litauen                      | 23                           |
| =                            | Serbien                      | 23                           |
| 35                           | Armenien                     | 19                           |
| =                            | Slovenien                    | 19                           |
| 37                           | Tjekkiet                     | 17                           |
| 38                           | Albanien                     | 16                           |
| =                            | Tyrkiet                      | 16                           |
| 40                           | Ungarn                       | 13                           |
| 41                           | Polen                        | 10                           |
| 42                           | Serbien og Montenegro        | 7                            |
| 43                           | Nordmakedonien               | 5                            |
| 44                           | Bosnien-Hercegovina          | 2                            |
| 45                           | Georgien                     | 1                            |
| =                            | Hviderusland                 | 1                            |
| 47                           | Andorra                      | 0                            |
| =                            | Marokko                      | 0                            |
| =                            | Montenegro                   | 0                            |
| =                            | San Marino                   | 0                            |
| =                            | Slovakiet                    | 0                            |

| Portugal har modtaget point fra | Portugal har modtaget point fra | Portugal har modtaget point fra |
| Placering                       | Land                            | Point                           |
| ------------------------------- | ------------------------------- | ------------------------------- |
| 1                               | Frankrig                        | 243                             |
| 2                               | Spanien                         | 201                             |
| 3                               | Schweiz                         | 167                             |
| 4                               | Holland                         | 127                             |
| 5                               | Island                          | 87                              |
| =                               | Luxembourg                      | 87                              |
| 7                               | Norge                           | 84                              |
| 8                               | Storbritannien                  | 78                              |
| =                               | Tyskland                        | 78                              |
| 10                              | Belgien                         | 77                              |
| 11                              | Grækenland                      | 76                              |
| =                               | Sverige                         | 76                              |
| 13                              | Litauen                         | 66                              |
| 14                              | Irland                          | 65                              |
| 15                              | Østrig                          | 64                              |
| 16                              | Finland                         | 63                              |
| 17                              | Italien                         | 59                              |
| 18                              | Kroatien                        | 54                              |
| 19                              | Tjekkiet                        | 51                              |
| 20                              | Israel                          | 50                              |
| 21                              | Armenien                        | 48                              |
| 22                              | Tyrkiet                         | 47                              |
| 23                              | Polen                           | 45                              |
| =                               | Ukraine                         | 45                              |
| 25                              | Malta                           | 41                              |
| 26                              | Georgien                        | 39                              |
| 27                              | Cypern                          | 37                              |
| =                               | Danmark                         | 37                              |
| 29                              | Estland                         | 36                              |
| 30                              | Letland                         | 35                              |
| =                               | San Marino                      | 35                              |
| =                               | Serbien                         | 35                              |
| 33                              | Slovenien                       | 32                              |
| 34                              | Aserbajdsjan                    | 31                              |
| 35                              | Jugoslavien                     | 30                              |
| =                               | Rumænien                        | 30                              |
| 37                              | Moldova                         | 29                              |
| 38                              | Ungarn                          | 26                              |
| 39                              | Australien                      | 22                              |
| =                               | Monaco                          | 22                              |
| 41                              | Albanien                        | 21                              |
| =                               | Nordmakedonien                  | 21                              |
| 43                              | Bulgarien                       | 17                              |
| =                               | Hviderusland                    | 17                              |
| =                               | Montenegro                      | 17                              |
| 46                              | Andorra                         | 16                              |
| 47                              | Rusland                         | 4                               |
| =                               | Slovakiet                       | 4                               |
| 49                              | Bosnien-Hercegovina             | 2                               |
| 50                              | Marokko                         | 0                               |
| =                               | Serbien og Montenegro           | 0                               |

## Vært
| År   | By       | Scene     | Værter                                                            |
| ---- | -------- | --------- | ----------------------------------------------------------------- |
| 2018 | Lissabon | MEO Arena | Filomena Cautela, Silvia Alberto, Daniela Ruah & Catarina Furtado |

## Kommentatorer og jurytalsmænd
| År   | Kommentator                         | Jurytalsmand              |
| ---- | ----------------------------------- | ------------------------- |
| 1964 | Gomes Ferreira                      | Maria Manuela Furtado     |
| 1965 | Gomes Ferreira                      | Maria Manuela Furtado     |
| 1966 | Fialho Gouveia                      | Maria Manuela Furtado     |
| 1967 | Fialho Gouveia                      | Maria Manuela Furtado     |
| 1968 | Fialho Gouveia                      | Maria Manuela Furtado     |
| 1969 | Henrique Mendes                     | Maria Manuela Furtado     |
| 1970 | Henrique Mendes                     | Deltog ikke               |
| 1971 | Henrique Mendes                     | Ingen jurytalsmand        |
| 1972 | Henrique Mendes                     | Ingen jurytalsmand        |
| 1973 | Artur Agostinho                     | Ingen jurytalsmand        |
| 1974 | Artur Agostinho                     | Henrique Mendes           |
| 1975 | Júlio Isidro                        | Ana Zanatti               |
| 1976 | TBA                                 | Ana Zanatti               |
| 1977 | José Côrte-Real                     | Ana Zanatti               |
| 1978 | Eládio Clímaco                      | Isabel Wolmar             |
| 1979 | Fialho Gouveia                      | João Abel da Fonseca      |
| 1980 | Isabel Wolmar                       | Teresa Cruz               |
| 1981 | Eládio Clímaco                      | Margarida Andrade         |
| 1982 | Fialho Gouveia                      | Margarida Andrade         |
| 1983 | Eládio Clímaco                      | João Abel da Fonseca      |
| 1984 | Fialho Gouveia                      | Eládio Clímaco            |
| 1985 | Eládio Clímaco                      | Maria Margarida Gaspar    |
| 1986 | Fialho Gouveia                      | Margarida Andrade         |
| 1987 | Maria Margarida Gaspar              | Ana Zanatti               |
| 1988 | Margarida Andrade                   | Maria Margarida Gaspar    |
| 1989 | Ana Zanatti                         | Margarida Andrade         |
| 1990 | Ana do Carmo                        | João Abel da Fonseca      |
| 1991 | Ana do Carmo                        | Maria Margarida Gaspar    |
| 1992 | Eládio Clímaco                      | Ana Zanatti               |
| 1993 | Isabel Bahia                        | Margarida Mercês de Mello |
| 1994 | Eládio Clímaco                      | Isabel Bahia              |
| 1995 | Ana do Carmo                        | Serenella Andrade         |
| 1996 | Maria Margarida Gaspar              | Cristina Rocha            |
| 1997 | Carlos Ribeiro                      | Cristina Rocha            |
| 1998 | Rui Unas                            | Lúcia Moniz               |
| 1999 | Rui Unas                            | Manuel Luís Goucha        |
| 2000 | Eládio Clímaco                      | Deltog ikke               |
| 2001 | Eládio Clímaco                      | Margarida Mercês de Mello |
| 2002 | Eládio Clímaco                      | Deltog ikke               |
| 2003 | Margarida Mercês de Mello           | Helena Ramos              |
| 2004 | Eládio Clímaco                      | Isabel Angelino           |
| 2005 | Eládio Clímaco                      | Isabel Angelino           |
| 2006 | Eládio Clímaco                      | Cristina Alves            |
| 2007 | Isabel Angelino & Jorge Gabriel     | Francisco Mendes          |
| 2008 | Isabel Angelino & Jorge Gabriel     | Teresa Villa-Lobos        |
| 2009 | Hélder Reis                         | Helena Coelho             |
| 2010 | Sérgio Mateus                       | Ana Galvão                |
| 2011 | Sílvia Alberto                      | Joana Teles               |
| 2012 | Pedro Granger                       | Joana Teles               |
| 2013 | Sílvia Alberto                      | Deltog ikke               |
| 2014 | Sílvia Alberto                      | Joana Teles               |
| 2015 | Hélder Reis & Ramon Galarza         | Suzy                      |
| 2016 | Hélder Reis & Nuno Galopim (Finale) | Deltog ikke               |
| 2017 | José Carlos Malato & Nuno Galopim   | Filomena Cautela          |
| 2018 | Hélder Reis & Nuno Galopim          | Pedro Fernandes           |
| 2019 | José Carlos Malato & Nuno Galopim   | Inês Lopes Gonçalves      |
| 2021 | José Carlos Malato & Nuno Galopim   | Elisa Silva               |
| 2022 | Nuno Galopim                        | Pedro Tatanka             |
| 2023 | José Carlos Malato & Nuno Galopim   | Maro                      |
| 2024 | José Carlos Malato & Nuno Galopim   | Mimicat                   |
| 2025 | José Carlos Malato & Nuno Galopim   | Iolanda                   |

## Galleri
- Sabrina i Helsinki (2007)
- Vânia Fernandes i Beograd (2008)